# Antonio Soler (compositeur)
Pour les articles homonymes, voir Antonio Soler et Soler.
Antonio Francisco Javier José Soler Ramos plus connu sous le nom de Padre Antonio Soler (baptisé le 3 décembre 1729 et mort le 20 décembre 1783) est un religieux, compositeur, organiste et claveciniste espagnol.

## Biographie
Antonio Soler est le principal compositeur pour le clavecin actif en Espagne du XVIIIe siècle si l'on excepte Domenico Scarlatti, Italien qui passa les trente dernières années de sa vie en Espagne et y introduisit son style si particulier, influencé par la musique populaire de son pays d'adoption. Antonio Soler se place directement dans le sillage et la tradition du maître napolitain.
Né à Olot dans la province de Gérone, il commence ses études musicales à l'âge de six ans à l'Escolania de Montserrat. Entré ensuite en religion dans l'ordre des Hiéronymites et ordonné prêtre en 1752, il fait partie de la communauté hiéronymite de San Lorenzo de El Escorial et devait y passer le reste de son existence tout en exerçant ses dons musicaux en tant que maître de chapelle. 
La famille royale de Ferdinand VI et Marie-Barbara, puis celle de Charles III, sont accompagnées dans leur villégiature automnale à l'Escurial par les compositeurs José de Nebra et Domenico Scarlatti. En ces occasions, A. Soler étudie avec Nebra et recueille l'enseignement de Domenico Scarlatti, ou du moins ses conseils. Soler donne également des leçons à l'Infant Don Gabriel, fils préféré de Charles III. Le prince l'invite à participer à des concerts (des « academias ») organisés au Prado ou à Aranjuez : Soler s'absente ainsi de son couvent pendant plusieurs semaines.
Sa liberté et son succès font des jaloux parmi les moines. On le surnomme « le diable en habit de moine ».  La venue d'un nouveau supérieur au couvent, Julian de Villegas, très rigoriste, interdit au Padre Soler de quitter son couvent. Soler demande en vain sa mutation. Villegas lui trouve une « tête affaiblie par l'étude immodérée de la musique » ( [sic]).
Parmi les points communs entre Scarlatti et Soler, il faut relever leur importante production de sonates pour le clavecin ; ce terme ne correspond d'ailleurs pas, chez ces deux compositeurs, à la sonate classique en 3 ou 4 mouvements : celles de Scarlatti sont en général à un seul mouvement de coupe binaire (deux reprises), celles de Soler également, mais adoptent des structures plus variées.
Antonio Soler meurt à l'Escurial en 1783. Il meurt tristement en « demandant sincèrement pardon à toute la communauté ».

## Œuvre
Sa production musicale est très importante. Elle comprend (liste non exhaustive) :
- plus de 200 sonates pour le clavecin, dont 29 n'ont été redécouvertes qu'en 2011 lors de l'achat d'un manuscrit par la Morgan Library de New York ;
- 6 quintettes pour orgue et quatuor à cordes ;
- 6 concertos pour deux orgues, composés pour l'Infant Gabriel d'Espagne ;
- 9 messes ;
- 25 hymnes ;
- 60 psaumes ;
- 5 motets ;
- 5 Requiem ;
- 13 Magnificat ;
- 12 Benedicamus ;
- 21 œuvres pour le service funèbre ;
- 132 villancicos.

La pièce la plus célèbre de Soler demeure un Fandango, redécouvert au début des années 1960 par le claveciniste Rafael Puyana. Son attribution à Soler est discutée, depuis 1980 en particulier, par Samuel Rubio, bien qu'il ait inclus cette œuvre dans son catalogue sous le numéro R 146.
Le Padre Soler a aussi rédigé un traité théorique Llave de la modulación, y antigüedades de la música (Clef de la modulation et antiquités musicales). Dans le premier volume, publié en 1762 à Madrid, la modulation est explorée, Soler y décrivant la façon de passer d'une tonalité, majeure ou mineure, à n'importe quelle autre dans l'espace le plus restreint. José de Nebra préface cet ouvrage et y voit la découverte d'un procédé aussi extraordinaire que nouveau. Le second volume, publié en 1766, expose les notations musicales anciennes et les différents modes de résolution des canons.
Il a par ailleurs réalisé des dispositifs mécaniques tels qu'un diviseur du ton majeur en 20 intervalles égaux.

## Partitions éditées en fac-similé
- 6 Quintettes pour clavecin et cordes par Jean-Patrice Brosse (Fuzeau)

## Discographie

### Musiques pour clavier

#### Clavecin
- Fandango & 9 Sonates pour clavecin : 12, 15, 49, 54, 56, 69, 76, 84, 90, 146 - Scott Ross, clavecin (décembre 1988, Erato/Warner 244 6417-7)[2] (OCLC 24464177)
- Œuvres pour clavecin, Sonates, Préludes & Fandango - Bob van Asperen, clavecin (juin/octobre 1991/janvier 1992, 12 CD Astrée/Auvidis E 8780 [E 8768–E 8779])[3] (OCLC 27447986)
- Sonatas para clave I : Fandango - 117, 104, 77, 90, 20, 21, 88, 113, 87, 89, 40 - Mario Raskin, clavecin (1996, Verany) (OCLC 42582855)
- Sonatas para clave II : 48, 52, 27, 45, 37, 31, 84, 49, 15, 25, 83, 23, 36, 54 - Mario Raskin, clavecin (1996, Verany) (OCLC 48651601)
- Sonates pour clavecin : 84, 117, 47, 43, 100, 39, 81, 74, 78, 90, 21, 77, 10 - Virginia Black, clavecin (1998, CRD)
- 8 Sonates pour clavecin et Fandango : 129, 87, 42, 18, 19, 24, 25, 54, Preludio no 2 - Nicolau de Figueiredo, clavecin (2008, Passacaille) (OCLC 872045620)
- El Diablo vestido de fraile : Preludio nos 1, 5 et 7, Fandango - 74, 11, 18, 81, 37, 10, 96, 90, 100, 84 et minuetto de la sonate 92 - Diego Ares, clavecin (2009, Pan Classics PC 10201)
- Sol de mi fortuna : sonates inédites du manuscrit de la Morgan Library - Diego Ares, clavecin Joel Katzman, Amsterdam 2009 d'après un instrument attribué à Francisco Pérez Mirabal, 1734 (mars 2015, SACD Harmonia Mundi HMC 902232)

#### Piano
- 16 Sonates pour clavier (129, 2, 87, 42, 18, 19, 24, 25, 54, 15, 85, 90, 154, 88, 86, 84), Luis Fernando Pérez, piano (27–30 mai 2008, Mirare) (OCLC 691342838), (BNF 42040749)
- Fandango & Sonates (84, 18, 87, 118, 49, 45, 78, 104, 24, 48, 88, 100, 15), Marcela Roggeri, piano (Transart, 2010)

#### Orgue
- 6 Concertos pour 2 orgues, Tiny Mathot et Ton Koopman, orgues (Gaetano Callido de 1785 et Pietro Nacchini de 1757) de la Basilique della Misericordia à Sant'Elpidio a Mare, Italie (septembre 1990, Erato/Warner) (OCLC 222457211)

### Musique de chambre
- 6 Quintettes pour clavecin, 2 violons, alto et basse - Jean-Patrice Brosse, Concerto Rococo (1992, 2CD Pierre Verany) (OCLC 715281147)

### Villancicos
- Los Villancicos - Mystères de Noël - Escolania de la Abadia de Santa Cruz del Valle de los Caidos et Ensemble baroque Pygmalion, dir. Jean-Michel Hasler (1992, Jade)